# Villa Overbeck

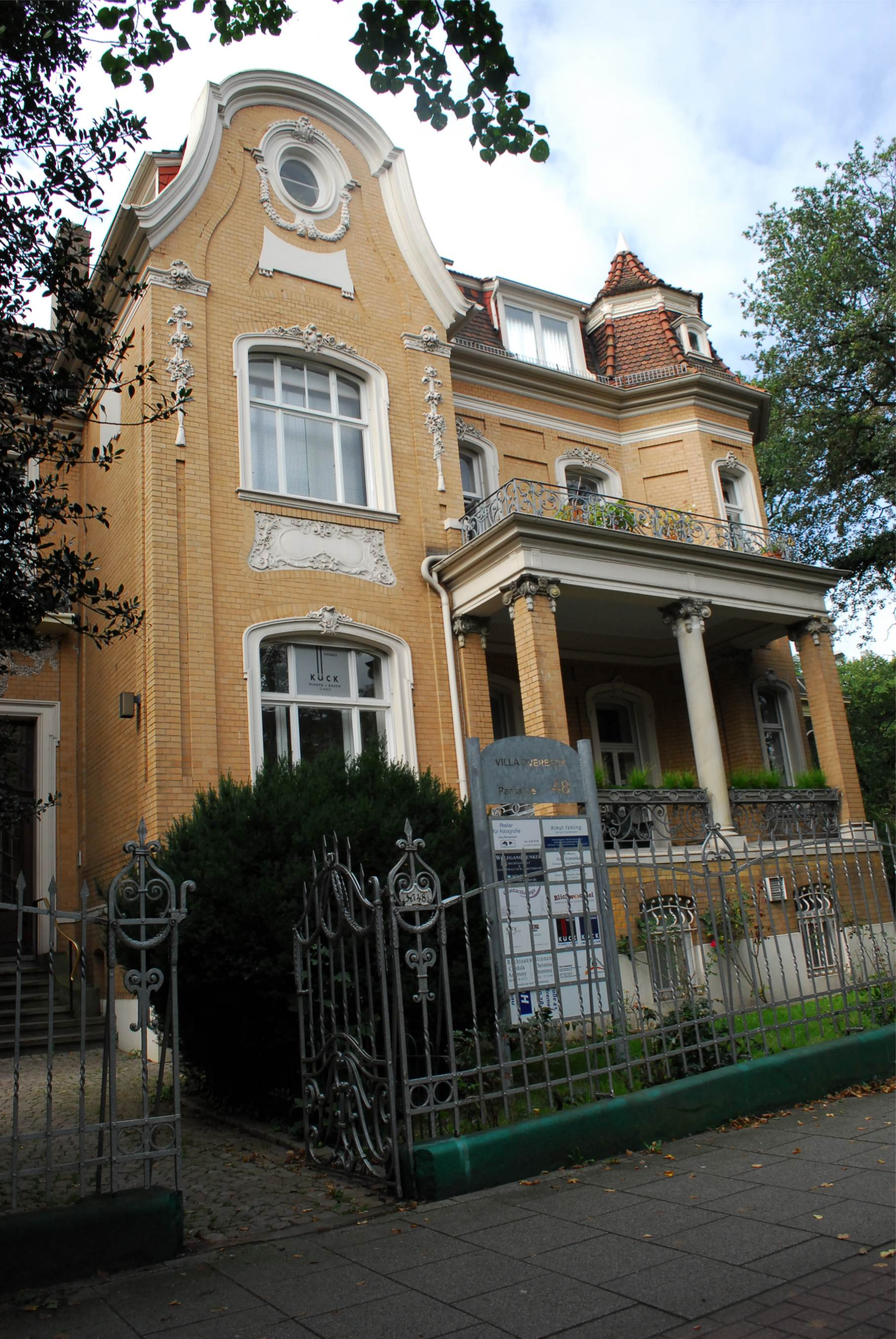
Villa Overbeck

Die Villa Overbeck befindet sich in Bremen, Stadtteil Schwachhausen, Ortsteil Barkhof, Parkallee 48 Ecke Hermann-Böse-Straße, direkt Am Stern. Das Wohnhaus entstand 1903 nach Plänen von Friedrich Wellermann und Paul Frölich sowie Gartenarchitekt Christian Roselius. Es steht seit 1981 unter Bremer Denkmalschutz.

## Geschichte
Die Parkallee wurde 1890 ausgebaut. In der Straße stehen viele weitere denkmalgeschützte Gebäude (Nr. 30, 32, 39, 79, 81, 107, 117, 133).
Die zweigeschossige, quadratische, verputzte, sehr differenzierte Villa mit einem Sockelgeschoss, dem Mansarddach, dem achteckigen Turmerker, einer großen Veranda, drei unterschiedlichen Giebeln und dem Anbau zum Garten wurde 1902/03 in der Epoche der Jahrhundertwende im Stil des Neobarocks für den Holzkaufmann Paul Overbeck gebaut.
Von der Architektengemeinschaft Wellermann und Frölich stammen in Schwachhausen u. a. Villa Hoffmann, Villa Korff. Haus Lassmann, Villa Otto, Villa Pavenstedt.
Heute (2018) wird das Haus durch Wohnungen, ein Atelier, Praxen und Büros genutzt.